# Condor
Condor (quíchua romaniz.: kúntur pelo espanhol cóndor) é o nome dado a duas espécies de aves, pertencentes a diferentes gêneros, da família dos catartídeos, ordem Cathartiformes. Aves de porte avantajado, coloração preta com colar branco no pescoço, asas com manchas brancas, cabeça, nuca e pescoço nus. São também conhecidos pelo nome de abutres-do-novo-mundo. Conquanto sejam principalmente saprófagos (alimentam-se de carne em putrefação, cadáveres), por pertencerem à família dos catartídeos, não são diretamente relacionados aos abutres-do-velho-mundo, da família dos acipitrídeos, a que pertencem os gaviões, águias e milhafres.

## Espécies
- Condor-da-califórnia (Gymnogyps californianus) habita a costa ocidental dos Estados Unidos.
- Condor-dos-andes (Vultur gryphus) habita as montanhas dos Andes.